# Нижняя Курба
Нижняя Курба — река в России, протекает в Подпорожском районе Ленинградской области. Левый приток реки Ояти.

## География
Река Нижняя Курба вытекает из Долгозера у нежилого посёлка Долгозеро. Течёт на запад, сливаясь с рекой Бембоя поворачивает на север.
Устье реки находится у деревни Шондовичи в 215 км по левому берегу реки Ояти. Длина реки составляет 29 км, площадь водосборного бассейна 154 км².

## Данные водного реестра
По данным государственного водного реестра России относится к Балтийскому бассейновому округу, водохозяйственный участок реки — Свирь, речной подбассейн реки — Свирь (включая реки бассейна Онежского озера). Относится к речному бассейну реки Нева (включая бассейны рек Онежского и Ладожского озера).
Код объекта в государственном водном реестре — 01040100812102000012898.